# Octagon
Octagon är det svenska black metal-bandet Bathorys åttonde studioalbum, utgivet 1995 genom Black Mark Production.
Albumet tog ännu ett steg mot retro-thrash metal-genren med mycket mer grafiskt material än de förra plattorna.

## Låtlista
1. "Immaculate Pinetreeroad #930" – 2:46
2. "Born to Die" – 3:59
3. "Psychopath" – 3:20
4. "Sociopath" – 3:10
5. "Grey" – 1:15
6. "Century" – 4:09
7. "33 Something" – 3:16
8. "War Supply" – 4:43
9. "Schizianity" – 4:17
10. "Judgement of Posterity" – 5:12
11. "Deuce" (Kiss cover) – 3:42

Text och musik: Quorthon (spår 1–10), Gene Simmons (spår 11)

## Medverkande
Musiker (Bathory-medlemmar)
- Quorthon (Thomas Börje Forsberg) – sång, gitarr, texter & musik
- Kothaar – basgitarr ("Kothaar" var namnet på diverse musiker som spelade i Bathory)
- Vvornth – trummor ("Vvornth" var namnet på diverse musiker som spelade i Bathory)

Produktion
- Quorthon – producent, omslagsdesign, foto
- Rex Luger – ljudtekniker
- Tom Mueller – mastering